# Eurytoma varivena
Eurytoma varivena är en stekelart som beskrevs av Girault 1929. Eurytoma varivena ingår i släktet Eurytoma och familjen kragglanssteklar. Inga underarter finns listade i Catalogue of Life.